# 夜勤事件
『夜勤事件』（やきんじけん、英: The Convenience Store）は、Chilla's Artによって開発されたホラーゲーム。プラットフォームはWindowsに対応し、Steamにて2020年2月18日にリリースされた。

## 概要
コンビニエンスストアの夜勤で働く女子大生の主人公が様々な怪異に遭遇する短編ホラーゲーム。プレイ時間は約40分で、3種類のエンディングが用意されている。開発期間は約1か月。
リリース後からバーチャルYouTuberの間でプレイされ、一時ブームになっていた。

## ストーリー
時は2009年9月14日。とある一家の父が会社でのパワーハラスメントによってうつ病となり、我が子と母を殺害した後に自殺するという事件が起きた。しかし、その家の跡地はすぐにコンビニとなった。その事件を知らない女子大生の主人公（田鶴結貴乃）はそこでのアルバイトを見つけ、高額給与が発生する夜勤アルバイトを行うこととなる。
しかし、働いていくうちに主人公のもとへVHSが送られてくると共に、コンビニや近隣にて怪奇現象が起きていく。

## 登場人物
主人公（田鶴結貴乃）
女子大生。コンビニでアルバイトをすることとなる。
舟橋卓矢
アルバイト先の先輩。
鶴川俊朗
アルバイト先のマネージャー。三夜目の後半にて登場する。すでに死亡していた。
ホームレス
外に座っている男性。コンビニについて何かを知ってるような口振りで話す。
配達員の男
作中数回登場する男性。主人公に荷物を要求したり、荷物を届けたりする。
おばあさん
トイレに行く女性。トイレから出た後コンビニのことを娘の家だと主人公に怒る。